# Zuid-Korea op de Paralympische Winterspelen 2014
Zuid-Korea was een van de landen die deelnam aan de Paralympische Winterspelen 2014 in Sotsji, Rusland.

## Deelnemers en resultaten
(m) = mannen, (v) = vrouwen 

### Alpineskiën
| Paralympiër                    | Onderdeel                         | Resultaat | Prestatie         |
| ------------------------------ | --------------------------------- | --------- | ----------------- |
| Chi Won Lee                    | Slalom, zittend (m)               | DNF       | Niet gefinisht    |
| Chi Won Lee                    | Reuzenslalom, zittend (m)         | DNF       | Niet gefinisht    |
| Jong Seork Park                | Afdaling, zittend (m)             | 12e       | 1:37.61           |
| Jong Seork Park                | Super G, zittend (m)              | DNF       | Niet gefinisht    |
| Jong Seork Park                | Slalom, zittend (m)               | DNF       | Niet gefinisht    |
| Jong Seork Park                | Supercombinatie, zittend (m)      | DSQ       | Gediskwalificeerd |
| Jong Seork Park                | Reuzenslalom, zittend (m)         | DNF       | Niet gefinisht    |
|                                |                                   |           |                   |
| Jae Rim Yang Gids: Ji Youl Lee | Slalom, visueel beperkt (v)       | DNF       | Niet gefinisht    |
| Jae Rim Yang Gids: Ji Youl Lee | Reuzenslalom, visueel beperkt (v) | 4e        | 3:05.90           |

### Langlaufen
| Paralympiër                                 | Onderdeel                        | Resultaat | Prestatie    |
| ------------------------------------------- | -------------------------------- | --------- | ------------ |
| Bogue Choi Gids: Jeongryun Seo              | 1 km sprint, visueel beperkt (m) | 17e       | Kwalificatie |
| Bogue Choi Gids: Jeongryun Seo              | 10 km, visueel beperkt (m)       | 18e       | 35:24.2      |
|                                             |                                  |           |              |
| Vo-Ra-Mi Seo                                | 1 km sprint, zittend (v)         | 20e       | Kwalificatie |
| Vo-Ra-Mi Seo                                | 5 km, zittend (v)                | 20e       | 22:09.2      |
|                                             |                                  |           |              |
| Vo-Ra-Mi Seo Bogue Choi Gids: Jeongryun Seo | 4 x 2.5 km, estafette gemengd    | 9e        | 37:21.3      |

### Rolstoelcurling
| Paralympiër                                                         | Onderdeel     | Resultaat | Prestatie |
| ------------------------------------------------------------------- | ------------- | --------- | --- |
| Mi Suk Kang Jong Pan Kim Myung Jin Kim Soon Seok Seo Hee Kyeong Yun | Team, gemengd | 9e        | Groepsfase: (9e) KOR - NOR: 0 - 10 USA - KOR: 5 - 9 GBR - KOR: 8 - 4 KOR - RUS: 5 - 7 KOR - CHN: 2 - 11 KOR - SVK: 7 - 4 CAN - KOR: 10 - 4 FIN - KOR: 6 - 7 KOR - SWE: 3 - 13 |

### Sledgehockey
| Paralympiër | Onderdeel     | Resultaat | Prestatie |
| --- | ------------- | --------- | --- |
| Byeong-Seok Cho Young-Jae Cho Bae-Suk Choi Young-Hoon Chung Min-Su Han Dong-Shin Jang Jong-Ho Jang Seung-Hwan Jung Dea-Jung Kim Young-Sung Kim Jong-Kyung Lee Ju-Seung Lee Young-Min Lee Sang-Hyeon Park Woo-Chul Park Sung-Keun Sa Man-Gyun Yu | Team, gemengd | 7e        | Groep B (4e) RUS - KOR: 2 - 3 USA - KOR: 3 - 0 KOR - ITA: 1 - 2 Kwalificatie plaats 5 t/m 8 CZE - KOR: 2 - 0 Plaats 7/8 KOR - SWE: 2 - 0 |